# Sacramentum caritatis
Sacramentum caritatis  („Sakrament der Liebe“) über die Eucharistie als Quelle und Höhepunkt von Leben und Sendung der Kirche ist ein nachsynodales apostolisches Schreiben Papst Benedikts XVI vom 22. Februar 2007. Das Schreiben fasst die Ergebnisse der 11. ordentlichen Bischofssynode vom 2. bis 23. Oktober 2005 zusammen.

## Gliederung und Inhalte
Das umfangreiche Schreiben mit drei Hauptabschnitten und über 256 Anmerkungen sowie der Verbindung zu seiner ersten Enzyklika Deus caritas est bringt zum Ausdruck, dass Eucharistie ein Geheimnis darstellt, an das man glaubt, das man feiert und lebt. Diese drei Grundgedanken werden fundiert beschrieben und erklärt, die von der Bischofssynode verabschiedeten Leitsätze wurden in diesem Schreiben in einer außerordentlichen gründlichen Erörterung eingearbeitet.

### Die drei Hauptabschnitte
I. Eucharistie, ein Geheimnis, an das man glaubt
II. Eucharistie, ein Geheimnis, das man feiert
III. Eucharistie, ein Geheimnis, das man lebt
Mit diesem Dreiklang stellte Papst Benedikt XVI. die Eucharistie in den Mittelpunkt der Betrachtung. Gleichfalls bezieht er sich dabei immer wieder auf die positiven Einflüsse der Liturgiereform des Zweiten Vatikanischen Konzils auf das Leben der Kirche.

## Kernsätze und Schwerpunkte
Zusammenfassend könnten folgende Kernaussagen hervorgehoben werden:

### Zur Liturgiereform
„3. Im Besonderen haben die Synodenväter den segensreichen Einfluss festgestellt und bestätigt, den die seit dem Zweiten Vatikanischen Konzil verwirklichte Liturgiereform auf das Leben der Kirche ausgeübt hat. Wie bekräftigt wurde, können die Schwierigkeiten und auch einige erwähnte Missbräuche den Wert und die Wirksamkeit der Liturgiereform, die noch bisher nicht völlig erkundete Schätze in sich birgt, nicht verdunkeln.“

### Eucharistie und priesterlicher Zölibat
„24. Es ist notwendig, den tiefen Sinn des priesterlichen Zölibats zu bekräftigen, der zu Recht als ein unschätzbarer Reichtum betrachtet wird; […] In dieser Wahl des Priesters kommen nämlich in ganz eigener Weise seine Hingabe, die ihn Christus gleichgestaltet, und seine Selbstaufopferung ausschließlich für das Reich Gottes zum Ausdruck. […] Deshalb reicht es nicht aus, den priesterlichen Zölibat unter rein funktionalen Gesichtspunkten zu verstehen. In Wirklichkeit stellt er eine besondere Angleichung an den Lebensstil Christi selbst dar.“

### Eucharistie und Unauflöslichkeit der Ehe
„29. Wenn die Eucharistie die Unwiderruflichkeit der Liebe Gottes in Christus zu seiner Kirche ausdrückt, wird verständlich, warum sie in Beziehung zum Sakrament der Ehe jene Unauflöslichkeit einschließt, nach der sich jede wahre Liebe unweigerlich sehnt. […] Die Bischofssynode hat die auf die Heilige Schrift (vgl. Mc 10,2–12) gegründete Praxis der Kirche, wiederverheiratete Geschiedene nicht zu den Sakramenten zuzulassen, bestätigt, weil ihr Status und ihre Lebenslage objektiv jener Liebesvereinigung zwischen Christus und seiner Kirche widersprechen, die in der Eucharistie bedeutet und verwirklicht wird.“

### Die Eucharistiefeier, ein Werk des ganzen Christus
„38. Während der Synodenarbeit ist mehrfach nachdrücklich auf die Notwendigkeit hingewiesen worden, jede mögliche Trennung zwischen der ars celebrandi, d. h. der Kunst des rechten Zelebrierens, und der vollen, aktiven und fruchtbaren Teilnahme aller Gläubigen zu überwinden. […] Mit der Betonung der Wichtigkeit der ars celebrandi wird folglich auch die Bedeutung der liturgischen Vorschriften deutlich. Die ars celebrandi muss das Gespür für das Heilige fördern und sich äußerer Formen bedienen, die zu diesem Gespür erziehen, zum Beispiel der Harmonie des Ritus, der liturgischen Gewänder, der Ausstattung und des heiligen Ortes.“

### Homilie
„46. Die Priester müssen ‚die Predigt sorgfältig vorbereiten, indem sie sich auf eine angemessene Kenntnis der Heiligen Schrift stützen‘. Oberflächlich-allgemeine oder abstrakte Predigten sind zu vermeiden. Im Besonderen bitte ich die Prediger, dafür zu sorgen, dass die Homilie das verkündete Wort Gottes in so enge Verbindung mit der sakramentalen Feier und mit dem Leben der Gemeinde bringt, dass das Wort Gottes für die Kirche wirklich Rückhalt und Leben ist.“

### Die lateinische Sprache
„62. Um die Einheit und die Universalität der Kirche besser zum Ausdruck zu bringen, möchte ich empfehlen, was die Bischofssynode in Übereinstimmung mit dem Zweiten Vatikanischen Konzil vorgeschlagen hat: Es ist gut, wenn außer den Lesungen, der Predigt und den Fürbitten der Gläubigen die Feier in lateinischer Sprache gehalten wird; ebenso sollen die bekanntesten Gebete aus der Überlieferung der Kirche in Latein gesprochen und eventuell einige Teile in gregorianischem Choral ausgeführt werden. Ganz allgemein bitte ich darum, dass die zukünftigen Priester von der Seminarzeit an darauf vorbereitet werden, die heilige Messe in Latein zu verstehen und zu zelebrieren sowie lateinische Texte zu nutzen und den gregorianischen Choral zu verwenden. […] Man sollte nicht die Möglichkeit außer Acht lassen, dass auch die Gläubigen angeleitet werden, die allgemeinsten Gebete in Latein zu kennen.“

### Zu den sozialen Implikationen des eucharistischen Mysteriums
„89. In diesem Zusammenhang ist es notwendig, die Beziehung zwischen eucharistischem Mysterium und sozialem Engagement eindeutig auszudrücken. […] Aus diesem Bewusstsein entsteht der Wille, auch die ungerechten Strukturen zu verwandeln, um die Achtung der Würde des Menschen, der nach dem Bilde Gottes geschaffen ist, zu gewährleisten. […] Wie ich bereits an anderer Stelle betonte, ist es nicht eigene Aufgabe der Kirche, den politischen Kampf an sich zu reißen, um die möglichst gerechte Gesellschaft zu verwirklichen; trotzdem kann und darf sie im Ringen um Gerechtigkeit auch nicht abseits bleiben. […] Die Synodenväter haben daran erinnert, dass das Opfer Christi ein Mysterium der Befreiung ist, das uns fortwährend hinterfragt und herausfordert. Darum richte ich einen Aufruf an alle Gläubigen, wirklich Friedensstifter und Urheber von Gerechtigkeit zu sein.“

Sacramentum caritatis bezieht das Geheimnis der Eucharistie auf alle drei Dimensionen des kirchlichen Lebens in Verkündigung, Gottesdienst und sozialer Verantwortung.